# Šmihel pod Nanosom
Šmihel pod Nanosom este o localitate din comuna Postojna, Slovenia, cu o populație de 171 de locuitori.